# Fiestas de Carmona
La siguiente lista incluye las principales festividades del municipio de Carmona, en la provincia de Sevilla (España).

## Grandes festividades
- Febrero: Carnaval. Segunda quincena de febrero.

Recuperada en 1984, esta fiesta es una de las más importante de la provincia. Puesto que se celebra el Concurso Provincial de Agrupaciones Carnavalescas. Los participantes se aglutinan en murgas, comparsas, chirigotas y cuartetos.
- Marzo - abril: Semana Santa

Carmona cuenta con nueve cofradías(sin contar la hermandad juvenil que no tiene el permiso de hermandad)que realizan su estación de penitencia desde el Domingo de Ramos hasta el Sábado Santo. Las procesiones transcurren por las principales calles de Carmona y por calles estrechas, plazas antiguas,puertas,etc.Destaca por ir siempre acompañadas por numerosos devotos.La Semana Santa de Carmona es muy parecida a la Semana Santa sevillana,eso sí,con menos hermandades.
- Mayo: feria local. Tercera semana de mayo

Se realiza en el recinto ferial, que es de gran tamaño, en el que sus casetas son fijas. El origen de la feria de Carmona es de 1466, cuando Enrique IV de Castilla concedió a la ciudad de Carmona el privilegio de celebrar anualmente una feria del ganado. 
- Septiembre: romería de la Virgen de Gracia. Primer domingo de septiembre

Es una romería que tiene una gran tradición y participación. Consiste en una peregrinación a la ermita de la Virgen de Gracia, que se encuentra a un kilómetro de distancia de Carmona y donde en sus alrededores se celebra la fiesta durante todo el día. 
- Septiembre: Fiestas Patronales. Entre el 8 y el 16.

En estas fechas se celebra la Novena en honor de la patrona de la ciudad, la Santísima Virgen de Gracia. Durante todos estos días, se organizan diferentes actividades culturales, deportivas, infantiles, y conciertos musicales. Aunque lo más reseñable de esta fiesta es la celebración de la novena en la prioral de Santa María dónde se rinde honor con misas y oraciones a la santísima Virgen. Existen dos ejercicios de Novena el matutino y el vespertino, y además se realiza a media tarde otro ejercicio de novena adaptado a los niños de la ciudad. Lo más característico de las celebraciones religiosas es el panegírico y predicación que realizan los predicadores de las novenas y el color del traje de la virgen que da color a su vez a la moña que los carmonenses lucen en sus solapas.

## Festividades o celebraciones menores

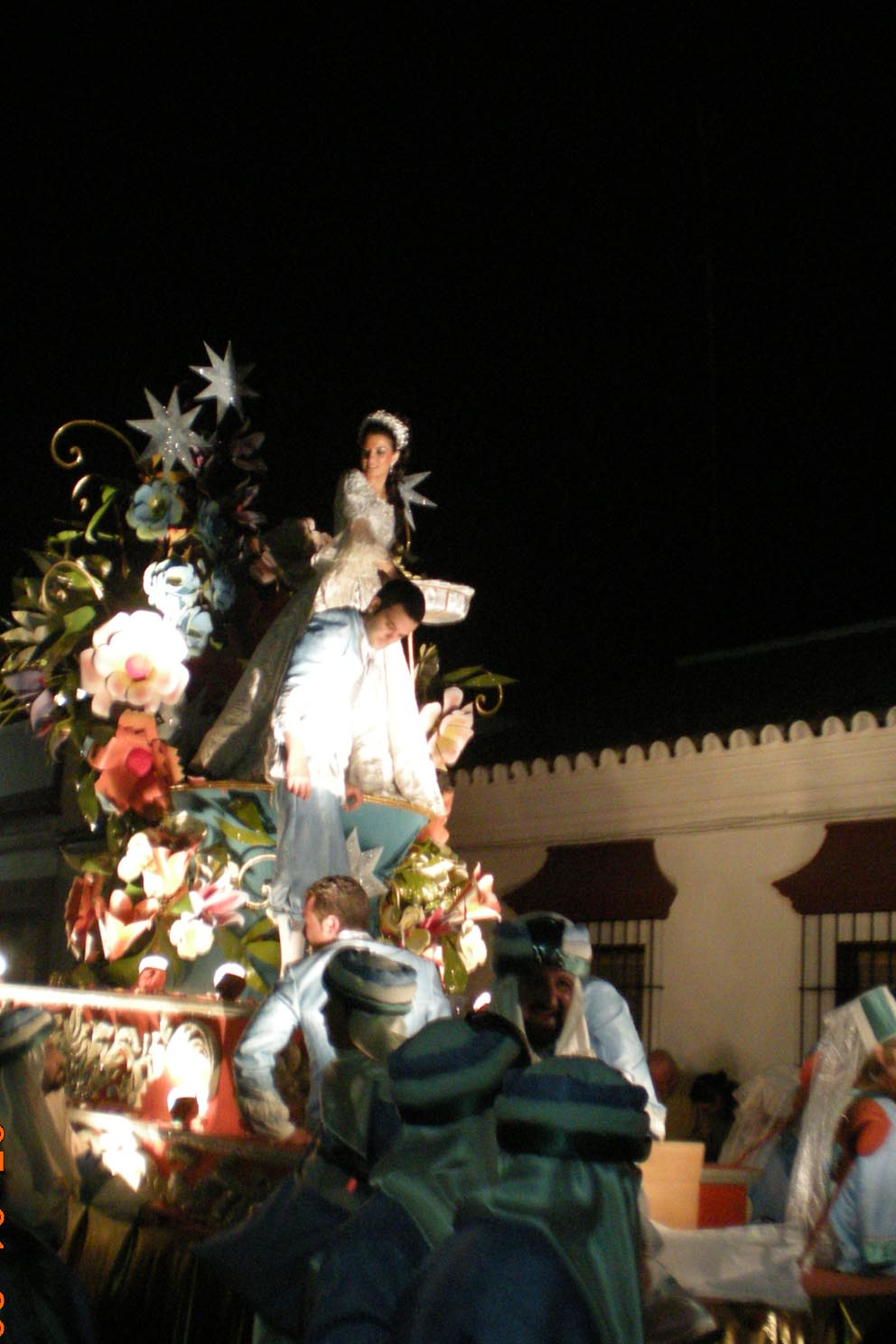
Cabalgata de Reyes Magos.

- Enero: Cabalgata de Reyes Magos. Día 5.

La organiza la Peña “La Giraldilla” desde 1956. Formada por un cortejo de 15 carrozas y casi dos mil beduinos y participantes, recorre las principales calles de la ciudad repartiendo a su paso centenares de regalos, miles de caramelos y una gran ilusión y color. Además se realizan visitas a los centros de acogida de ancianos y menores donde se les hace entrega de diferentes regalos. Además su importancia en la provincia es bastante reconocida y son muchos los foráneos que acuden a disfrutar de ella. 
- Mayo: Las Mayas1 de mayo

Durante este día los niños son los protagonistas e invaden las calles del centro de la ciudad, existe un concurso con dos modalidades las Cruces Floradas de mayo y las Mayas, estas últimas típicas de nuestra localidad y de tradición popular consisten adornar sillas de enea con una sabana blanca, flores silvestres y una estampa religiosa. Los niños además de participar en el concurso recorren las calles de sus barrios pidiendo un “chivito para mi maya” (que es un donativo económico). El concurso lo organiza desde hace más de 30 años la Peña “La Giraldilla” con el objetivo de que no se pierda esta tradición carmonense. 
- Mayo: Procesión de María Auxiliadora

Desde 1897, la ciudad de Carmona acoge a los Salesianos como centro educativo. Tradición es que el sábado más cercano al 24 de mayo, festividad de María Auxiliadora, los pasos procesionales de Santo Domingo Savio, San Juan Bosco y la patrona de los Salesianos recorran de forma alternativa las calles de su barrio actual, Villarosa, o la que fue durante más de 60 años su barrio, el histórico enclave de Santiago. Común es que acompañen a esta procesión miembros de la Corporación local, muchos de los cuales han estudiado en las aulas de la Casa Salesiana de Carmona, y niños y niñas vestidas de comunión. Una procesión que tiene más de un siglo de tradición y que pone fina los cultos que en honor a María Auxiliadora se celebra en el Colegio o en las diferentes Parroquias, con el tradicional triduo, y las fiestas escolares del mes de María. 
- Mayo - junio: Corpus Christi

Es uno de los días más importantes, en algunos tramos del recorrido se alfombran las calles con juncos y pétalos de flores. La ciudad se engalana especialmente para la ocasión y se montan altares sólo para este día, ya que sale en procesión la Custodia de Francisco de Alfaro (1579-84), la cual es acompañada durante todo el trayecto por guardias civiles, miembros de la Corporación Municipal, representantes de las Cofradías y Hermandades de la ciudad y numerosos devotos.
- Mayo - junio: Peregrinación del Rocío.

- Junio: San Juan Bautista.

- Julio: San Teodomiro.

Se celebra el sábado más cercano al 25 de julio, día en que el santo fue martirizado, pero su festividad al coincidir con la del apóstol Santiago y al ser este de memoria obligatoria en la Iglesia, ya que es discípulo de Jesús, su festividad se traslada en Carmona al 27 de julio. El sábado de San Teodomiro, patrón de la ciudad, se celebra con un desfile de la banda del sol de Sevilla en la que los ministriles y lanceros dan una vuelta por el casco antiguo de la ciudad al toque de tambor y cornetas, hasta la prioral de Santa maría, donde rinden honores a la reliquia del santo patrono, para realizar una serie de toques de corneta desde la torre de dicha Iglesia. Que tras los cuatro toques de honor, se ilumina con un espectacular castillo de fuegos artificiales. Dando comienzo sobre las 12 de la noche.
- Septiembre: Romería de San Mateo. Día: 21.

Durante este día se conmemora la conquista en 1247 de Carmona por el rey cristiano Fernando III de Castilla "El Santo" en 1247. Se celebra en los alrededores de la ermita de San Mateo que se encuentra en las afueras de la ciudad.
- Diciembre: Inmaculada Concepción.

En valencia sigue habiendo muertos